# Пролив Измены
Проли́в Изме́ны (яп. 野付水道 ноцукэ суйдо:) — пролив в Тихом океане, разделяющий острова Кунашир и Хоккайдо. Соединяет Кунаширский пролив на севере и Южно-Курильский пролив на юге. 
Длина около 24 км. Ширина около 20 км, в самом узком месте — 16,3 км. Глубины колеблются от 4,5 до 27 м, грунт — песок, гравий, ракушка и скала. Берег преимущественно низкий, малоизрезанный. Пролив достаточно сложен для навигации: лимитирующая глубина фарватера составляет всего 7 метров, при этом его очертания постоянно изменяются. Частые туманы делают плавание ещё более опасным, поэтому проходить проливом Измены могут только малые суда, большим судам движение по проливу не рекомендуется.
На берегах пролива выделяются мысы Палтусов, Весло (Кунашир) и Рюдзин-Саки (Хоккайдо). В пролив впадают реки Рикорда, Головнина, Сенная. В северной части пролива расположены залив Измены и отмель Палтусова. В северной части в пролив врезается Весловский полуостров, а в южной части — полуостров Ноцуке-Ханто.
Средняя величина прилива по берегам пролива — один метр, приливные течения в проливе достигают скорости 2 узлов. В зимнее время в проливе Измены часто стоит туман, зимой пролив заносится дрейфующим льдом и в январе замерзает. 
Пролив получил название в память о захвате в плен японцами русского мореплавателя Василия Головнина.
На берегах пролива находятся населённые пункты: Головнино, Палтусово (Россия), Кимаки, Экитараусу (Япония) и др.
Пролив находится в акваториях Сахалинской области России и префектуры Хоккайдо Японии, по нему проходит государственная граница между Российской Федерацией и Японией.

## См.также
- Курильские проливы